# New York World

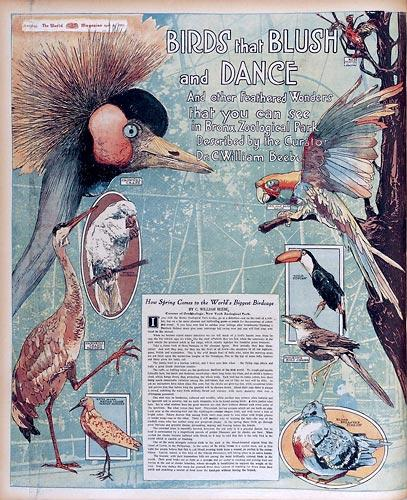
Capa colorida da edição de 8 de abril de 1906

O New York World (ou The World) foi um jornal estadunidense que circulou entre os anos de 1860 até 1931.

## Histórico
Numa primeira fase foi editado por Marble Manton, entre 1862 e 1876, período em que não teve maior sucesso, inclusive por haver, em 1864, publicado documentos forjados sobre Abraham Lincoln.
Ganhou respeitabilidade no jornalismo investigativo na fase em que esteve sob a direção de Joseph Pulitzer, a partir de 1883. Inovou com a publicação de suplemento infantil, publicando o Yellow Kid, precursor da banda desenhada. Esta fase durou até 1911, quando Pulitzer morre, e o jornal passa a ser dirigido por seus filhos.
Trabalhou como correspondente fotográfico deste jornal, Frank George Carpenter, no final do século XIX.